# تویوتومی هیده‌ناگا
تویوتومی هیده‌ناگا (به ژاپنی: 豊臣 秀長 Toyotomi Hidenaga) با نام قبلی هاشیبا کویچیرو (به ژاپنی: 羽柴 小一郎) (۸آوریل، ۱۵۴۰ – ۱۵ فوریه، ۱۵۹۱) نابرادری تویوتومی هیده‌یوشی و یکی از پرقدرت‌ترین جنگ سالاران در دوره سنگوکو بود.